# 感染爆発〜パンデミック・フルー
『感染爆発〜パンデミック・フルー』（かんせんばくはつ パンデミック・フルー）は、2008年1月12日の21:00 - 22:30（JST）に、NHK総合テレビのドキュメンタリー番組『NHKスペシャル』“最強ウイルス”のシリーズの第1夜として制作・放送されたテレビドラマである。

## 概要
設定日時は、2008年の11月。日本海に面する与田村（架空の村）で「H5NI型」と呼ばれる新型インフルエンザが相次いで確認される。政府は村を徹底的に封じ込めて根絶を図ろうするが、信じられないスピードでウイルスが東京中に蔓延し、感染者・死者は数万人に上る勢いとなる。このような状態の中、ある1人の医師が自分の病院でウイルスに感染した患者達を受け入れることを決める。
出演者の1人である佐藤慶は、本作が生前最後のテレビドラマ出演となった。
2008年1月15日深夜（日付上は同年1月16日未明）の24:10 - 25:40に再放送された。

## 出演
- 田嶋哲夫 - 三浦友和
東京・港川区の大澤病院副院長
- 奥村薫 - 麻生祐未
国立感染症予防研究所主任研究員
- 狭山憲治 - 林泰文
港川区役所勤務、狭山葉子の夫
- 狭山葉子 - 占部房子
出産を間近に控えた重症の女性
- 佐伯浩之 - 大和屋ソセキ
産廃を与田村に運ぶ黒髪の青年、都内感染者第1号、佐伯文治の息子
- トラックの運転手 - 池内万作
産廃を与田村に運ぶ金髪の青年
- 浅野調査官 - 坂上忍
厚生労働省健康局
- 内閣官房高官 - 清水綋治
内閣官房・関係省庁（局長）連絡会議
- 峯田院長 - 鶴田忍
東京・港川区の大澤病院院長
- 秋葉邦子 - 深浦加奈子
大澤病院の看護部長
- 野口 - 野元学二
医師
- 山下 - 坂東工
- 医師 - 信太昌之
大澤病院の医師
- 某県・衛生研究センター
  - 技官 - 中西良太
  - 幹部 - 花王おさむ
- サラリーマン - 上杉祥三
街中で咳き込み倒れる海外出張帰りのサラリーマン
- 内閣官房・関係省庁（局長・課長）連絡会議
  - 局長
    - 新井康弘
    - 坂西良太
    - 塩野谷正幸
    - 清水昭博
    - 青柳文太郎
    - グラシアス小林

  - 課長 - 大堀こういち
- 厚生労働省・省内課長会議（対策本部）
  - 幹部 - 永幡洋
  - 課長
    - 乃木涼介
    - 米山善吉
    - 阪田マサノブ
    - 上杉陽一
- 国立医療センター医師
  - 世古陽丸
  - 大竹周作
  - 草薙仁
- 片山直樹 - 下山葵
与田村在住の少年、国内感染者第1号
- 与田村村長 - 不破万作
- 与田村助役 - 真実一路
- 与田村の老女 - 大方斐紗子
- 少年の母 - 阿部朋子
- 管理人 - 上田耕一
佐伯青年が住むアパートの管理人
- 若い男 - 安田暁
佐伯青年の友人
- 葬儀式場の女
  - 溝口順子
  - 柊紅子
- サラリーマンの同僚 - 鶴岡大二郎
- 岸本老人 - 依田英助
- 付き添いの女性 - 金沢喜久子
- 幼女の父親 - 福田賢二
- 幼女の母親 - 飯沼千恵子
- 若い女 - 松本詩代
大澤病院の患者
- 研究員 - ブレイク・クロフォード
CDC（アメリカ疾病対策センター）
- 女性キャスター - シンシア・チェストン
- 大澤病院の入院患者
  - 佐伯文治 - 藤村俊二
  - 小山篤郎 - 沼田爆
  - 半田善三 - 森山周一郎
- 田嶋石五郎 - 佐藤慶
与田村の唯一の医師、田嶋哲夫の父。いわゆる赤ひげ先生
- 津山慎次 - 河西健司
東都大学教授。田嶋哲夫のかつてのライバル、ウイルス学の権威
- その他 - 竹田寿郎、坂口進也、ふるごおり雅浩、宇藤大騎、おおしまひかり、斉藤しんた、岡田卓也、秋本裕介、村井優之、喜山茂雄、松岡準弥、川本浩司、今橋かつよ、安西京子、今渕仁音、池内智佳子、津田聖子、若駒、稲川素子事務所、古賀プロ、エンゼルプロ、テアトルアカデミー、劇団ひまわり

## スタッフ
- 制作統括：山元修治、城谷厚司、望月良雄
- 制作：篠原圭
- 原案（脚本協力）：響堂新
- 脚本：林宏司
- 総合監修：田代眞人
- 音楽：千住明
- 演出：望月良雄